# سایه جان
سایهٔ جان نام یک آلبوم موسیقی با آهنگ‌سازی محمدرضا لطفی و همکاری گروه همنوازان شیدا می‌باشد. خواننده این اثر محمد معتمدی است. این اثر که حاصل ضبط در کنسرت برج میلاد می‌باشد، تقدیم به هوشنگ ابتهاج (ه.ا.سایه) شده‌است.

## شرح آلبوم
در این آلبوم هنرمندانی چون محمدرضا لطفی، فرخ مظهری، مازیار شاهی، حمید سکوتی، مهرزاد هویدا، احمد مستنبط سامان نوروزیان،هادی آذرپیرا،هوشمند عبادی،مهدی کریمی،عیسی شکری،صمد برقی،سینا دانش،آریا محافظ،به نوازندگی پرداخته‌اند.

### فهرست قطعات[۲]
1. پیش درآمد امید
2. ساز تنها
3. چهارمضراب شورآفرین
4. ساز و آواز
5. قطعهٔ کرد بیات (دلتنگی)
6. ساز و آواز
7. تصنیف آوای دوست

### فهرست نوازندگان[۳]
- فرخ مظهری: تار ابریشم
- حمید سکوتی: سه‌تار
- مازیار شاهی: تار
- آریا محافظ: سنتور
- هوشمند عبادی: نی
- سینا دانش: کمانچه
- صمد برقی: کمانچه
- هادی آذرپیرا: عود
- احمد مستنبط: تنبک
- عیسی شکری: دایره
- مهرزاد هویدا: دف
- محمد کریمی: دف